# Pisum fulvum
Espèce
Classification phylogénétique
Pisum fulvum est une espèce de plantes à fleurs de la famille des Fabacées (légumineuses). Ce sont des plantes annuelles.